# Mola (textile)
Pour les articles homonymes, voir Mola.

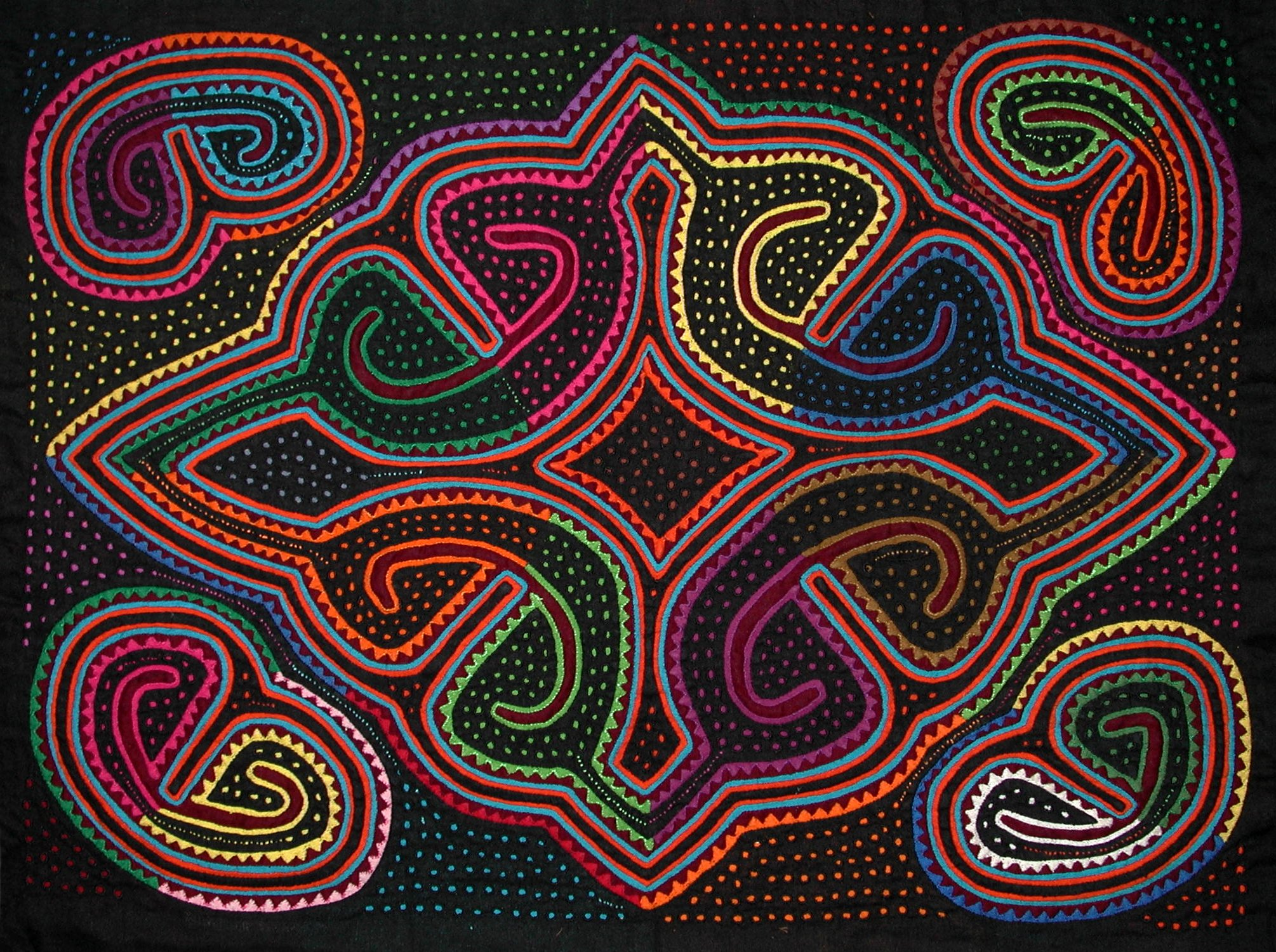
Ce mola, de style traditionnel date de 2004, fabriqué par un maître du Mola, Venancio Restrepo.

Le mola, ou mor, (pluriel molakana) est une sculpture sur tissus produite traditionnellement par les femmes d'un peuple autochtone appelé Cuna ou Kuna par les étrangers et Tulé par lui-même, peuple vivant, pour l'essentiel, sur le territoire autonome de Guna Yala au Panama. D'autres petits groupes Cunas vivent dans l'isthme panaméen de Darién et à l'embouchure du fleuve Atrato en Colombie.
Les molas constituent les plastrons et les dossards des tuniques dont se vêtent quotidiennement les femmes tulées. Ils sont faits de plusieurs couches de tissus de couleurs différentes assemblés par couture : ces tissus sont ensuite découpés aux ciseaux ce qui fait apparaître des dessins par différentiels de couleurs. C'est la technique dite d'appliqué inversé. On ignore depuis quand les Kunas utilisent cette technique (le XIXe siècle ?).
Les molas ne relèvent pas de l'art du tissage puisqu'ils sont, depuis les origines, fabriqués avec des tissus unis déjà tissés (aujourd'hui d'origine industrielle). C'est avant tout un art féminin, bien que quelques hommes le pratiquent également, ce qui n'est pas du goût de tout le monde dans une société caractérisée par la division sexuelle du travail.[réf. nécessaire]
Jusqu'à la fin de la Seconde Guerre mondiale, les molas n'étaient produits que pour l'usage personnel de la femme qui l'avait produit. Depuis lors, et surtout depuis les années 1980, des molas artisanaux sont fabriqués afin d'être vendus aux touristes de passage à l'ouest du Kuna Yala ou cédés à des revendeurs qui les commercialisent dans des boutiques spécialisées, en Amérique du Nord, en Europe et au Japon (cette innovation a fait l'objet d'une étude de Karin E. Tice, Kuna crafts, gender, and the global economy, en 1995). Cependant, les collectionneurs s'attachent à se procurer des molas non commerciaux dont la charge émotionnelle et artistique demeure indépassable. En France, le musée de La-Roque-d'Anthéron (Bouches-du-Rhône) présente en permanence plusieurs centaines de molas non commerciaux, soit dans le musée lui-même, soit dans des expositions temporaires en divers lieux du voisinage.

## Description

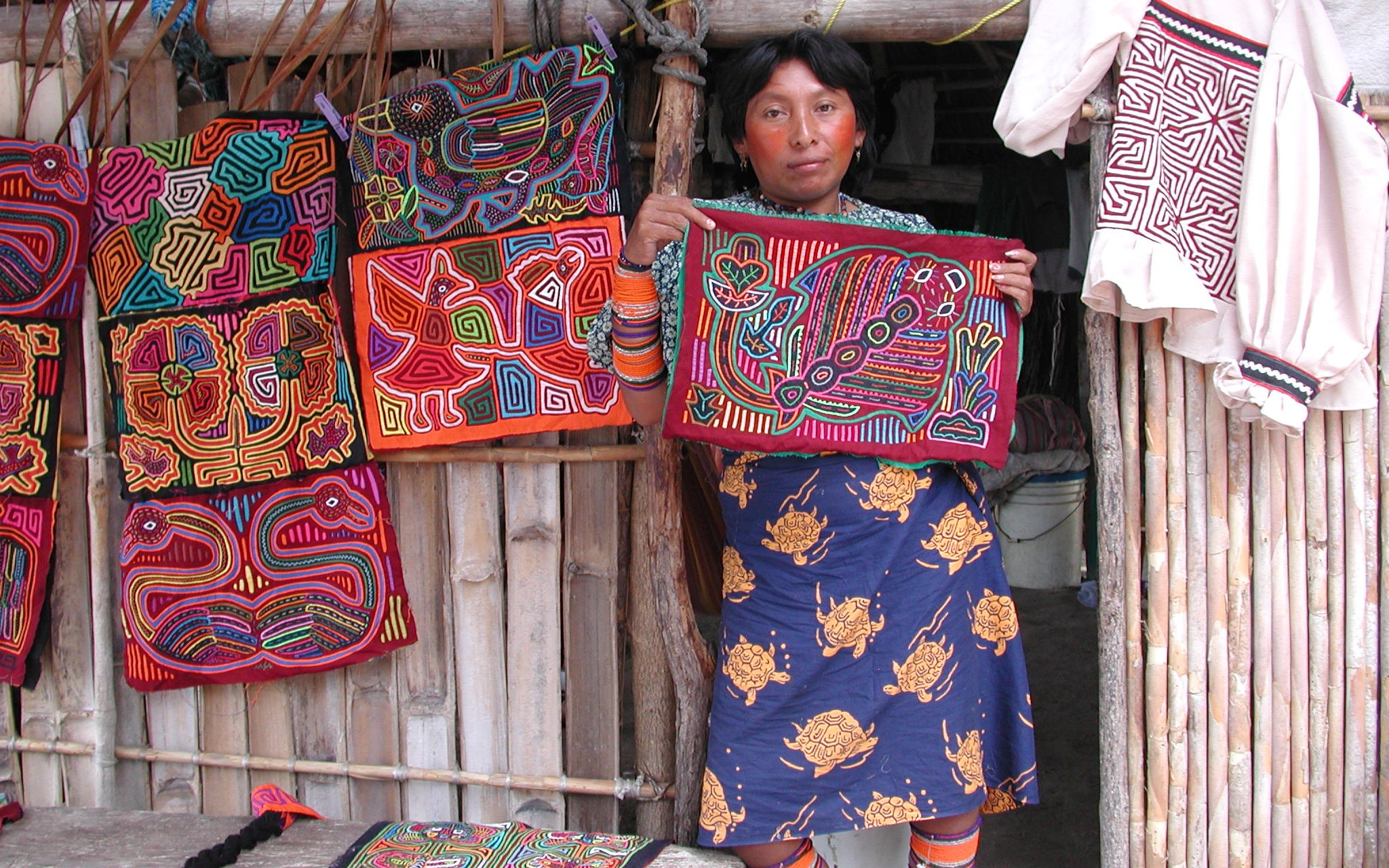
Une femme du peuple Kuna expose une sélection de molas devant sa maison dans l'archipel de San Blas pour les vendre.

Le mola fait partie du costume traditionnel des femmes du peuple Kuna, deux morceaux de mola sont incorporés devant et derrière la blouse.
Le costume complet inclut traditionnellement une jupe très colorée en tissu, un foulard rouge et jaune, des perles aux bras et aux jambes, des boucles d'oreille et anneaux de nez en or, outre le chemisier mola.
Dans la Dulegaya, la langue traditionnelle des Kunas, mola signifie le plumage de l'oiseau. Les molas proviennent d'une vieille tradition des femmes kunas qui peignaient leur corps avec des figures géométriques, en utilisant des couleurs naturelles ; plus tard, ces mêmes figures géométriques ont été tressées dans du coton ; par la suite, elles ont été cousues pour fabriquer des vêtements achetés par les colons européens du Panama.

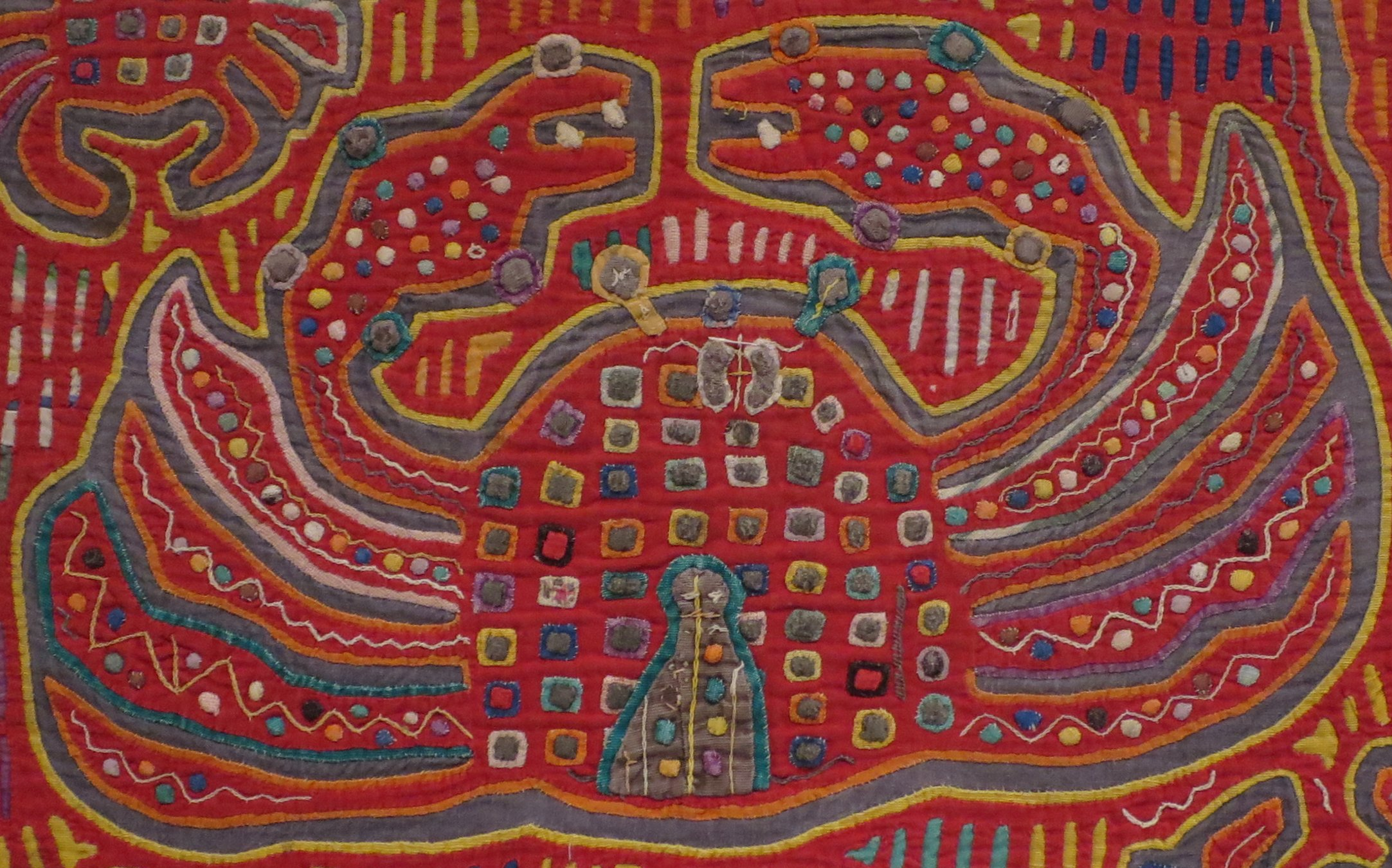
Mola à motif Crabe pour blouse, Honolulu Museum of Art.

## Fabrication
Les molas sont fabriqués à la main avec une technique appliquée à revers.
Plusieurs morceaux de coton (habituellement deux ou sept) de couleurs différentes sont cousus ensemble ; la forme finale est ensuite créée en coupant les différents morceaux de tissu. Les morceaux de tissu ainsi découpés sont ensuite cousus par en dessous ; les molas de très grande qualité sont piqués très finement, avec des aiguilles minuscules.

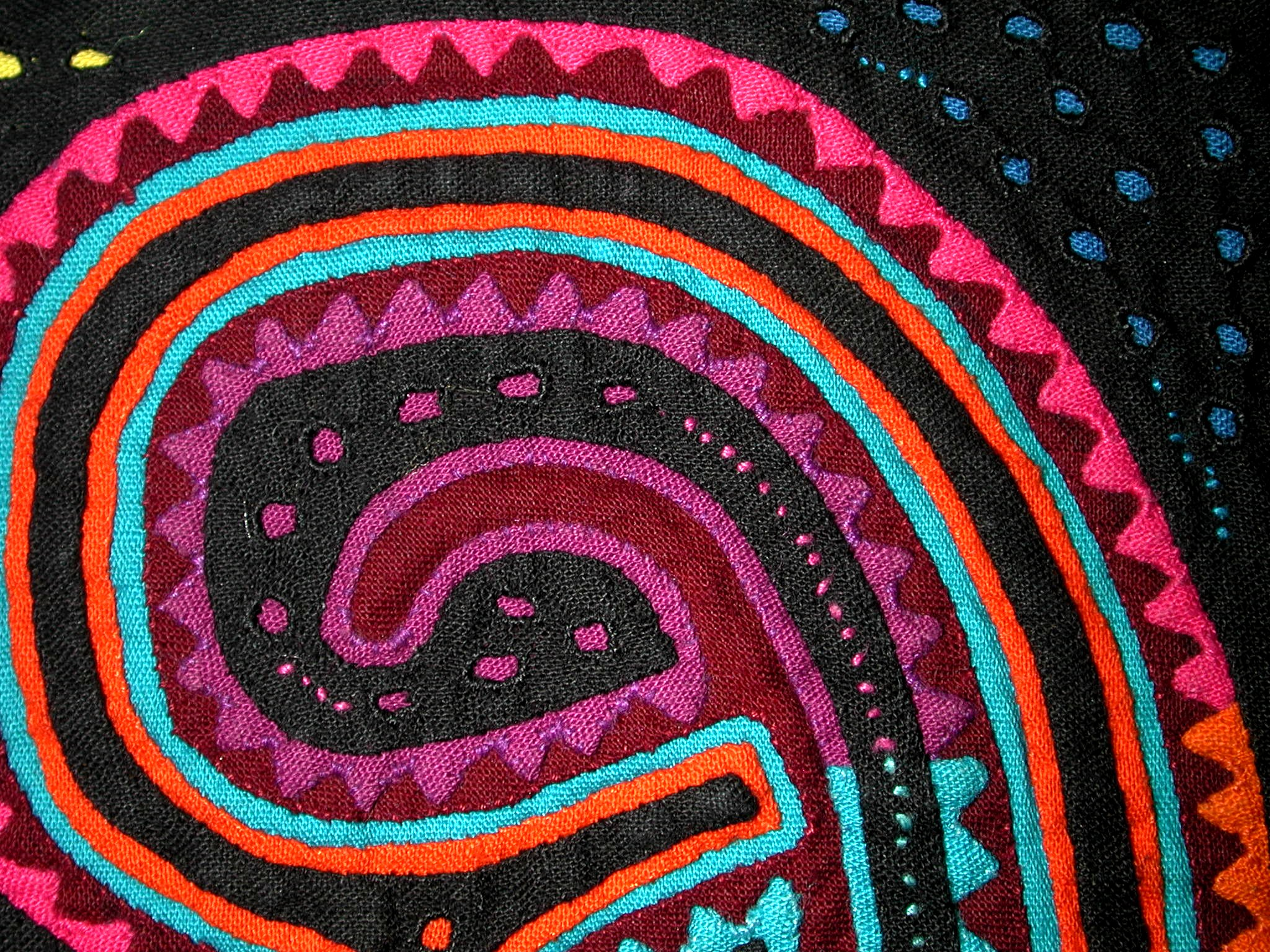
Cette partie de mola fabriqué par Venancio Restrepo montre l'enchevêtrement des différents tissus de couleurs, ainsi que la fine couture utilisée.

Les plus grands dessins sont habituellement découpés sur le tissu le plus grand, et progressivement les plus petits dessins sont découpés sur chaque tissu, révélant ainsi les couleurs du dessous par couches successives.
Ce schéma de base peut varier en coupant plusieurs tissus en même temps, à partir de là les séquences de couleurs varient. Certains molas incorporent aussi des taches de couleurs contrastées, insérant dans le dessin à certains endroits des variations additionnelles de couleurs.
La qualité des molas varie beaucoup, le prix d'achat en va de même. Généralement, un nombre important de couches est signe de grande qualité. Les molas à deux couches sont très répandus, tandis que les molas avec quatre couches ou plus seront plus chers. La qualité de la couture est aussi très importante, ainsi, la couture est invisible sur les meilleurs molas. Bien que certains molas misent sur la broderie pour améliorer le design, ceux qui sont faits à la main et qui utilisent uniquement la technique pure de revers appliqué sont considérés comme meilleurs.
Souvent quand ils sont mis en vente, les molas présentent des accrocs. De telles imperfections indiquent bien que les molas sont faits pour être portés, et pas simplement pour être vendus aux touristes. Deux semaines à six mois sont nécessaires pour fabriquer un mola, selon la complexité du dessin.

## Dessins
Les molas utilisent une multitude de dessins différents. Les dessins de molas les plus traditionnels ont été créés à partir des anciennes formes dessinées sur les corps. Ils se caractérisent par des formes géométriques, des symboles abstraits, les couleurs traditionnelles sont le rouge, le noir et l'orange.
Ces dessins sont souvent inspirés des thèmes traditionnels de la nature ou encore des légendes et de la culture kuna. Les dessins les plus typiques sont ceux d'animaux ou de plantes, de montagnes, d'arcs-en-ciel ou encore d'olazus (l'anneau de nez porté par les Kunas).
Cependant, les artistes sont souvent ouverts dans leur choix de sujets et utilisent des symboles modernes comme les posters politiques, des logos ou  des images issues de livres et de magazines. Le swastika, un ancien signe que le peuple Kunaqui a souvent utilisé comme symbole, a été adopté sur le drapeau de Kuna Yala en 1925 ; cependant, il est aujourd'hui souvent modifié pour qu'il ne soit pas confondu avec le symbole du nazisme.
Les molas fabriqués pour les touristes utilisent une gamme importante de couleurs, en ajoutant notamment le bleu (qui n'est pas utilisé dans les dessins traditionnels).
Les dessins de ces molas sont moins abstraits, représentants plus directement les oiseaux, les fleurs…
Quelques-uns utilisent même des personnages de dessins animés.
Un mola typique mesure environ 30 à 35 par 35 à 40 cm.
Les molas les plus petits sont souvent fabriqués pour la vente aux touristes. Les molas sont fabriqués à la main et même quelquefois à main levée, ce qui fait leur unicité. Cependant les molas sont généralement faits par paire, pour le devant et l'arrière du costume. Ces paires partagent généralement un style ou un thème commun. Ils sont vendus ensuite par paire ou à l'unité.

## Place dans la société Kuna

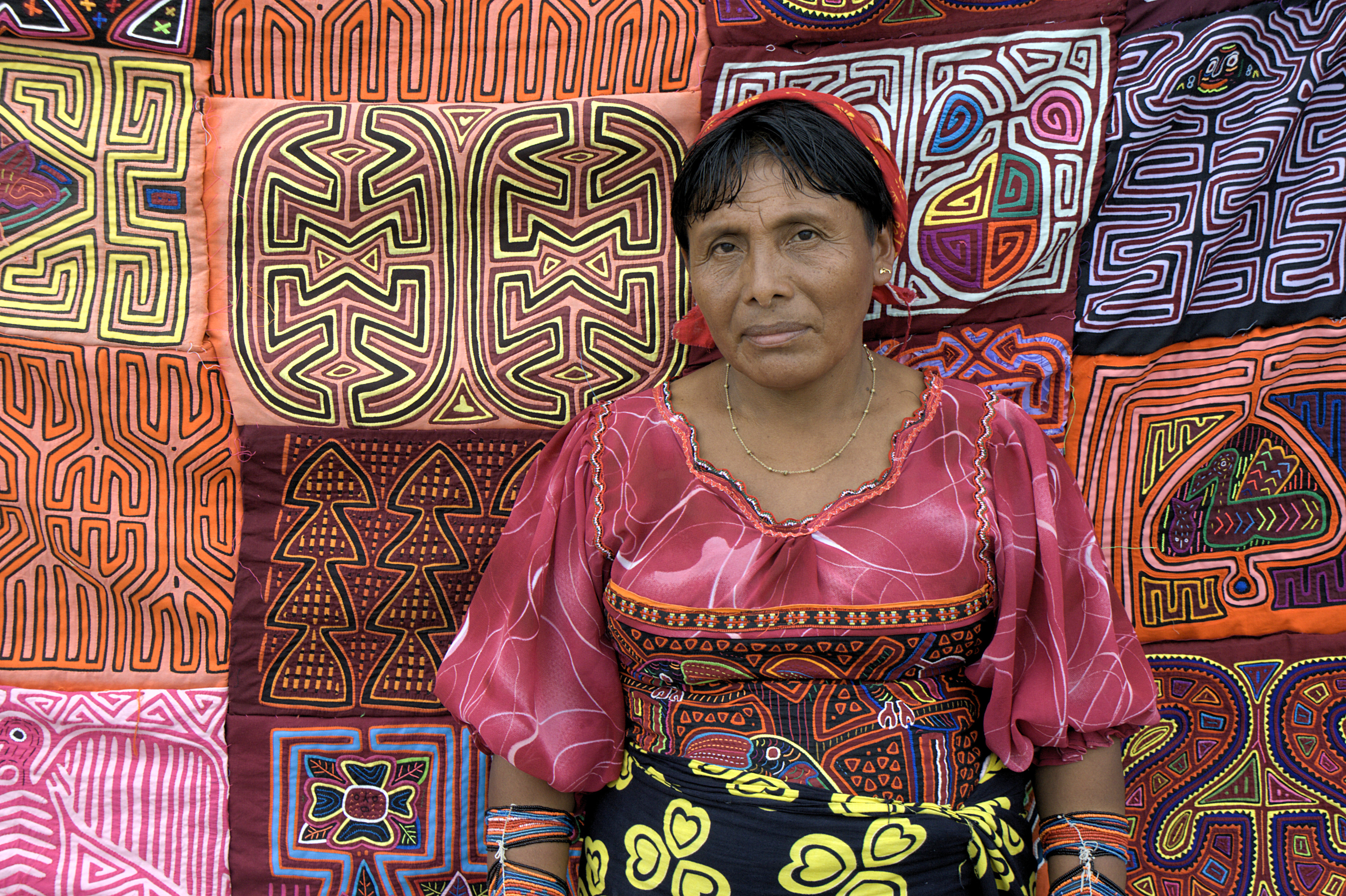
Femme Kuna vendant des molas à Panama City

Les molas occupent une place importante dans la société kuna puisqu'à l'origine ils provenaient des costumes des femmes. Cependant, depuis quelques années les molas sont devenus une source importante de revenus, en raison notamment de la vente aux touristes apportant des devises à ce peuple.
Beaucoup de femmes à Guna Yala sont des artistes créatrices de molas et l'argent qu'elles gagnent a permis de renforcer leur position dans la société kuna.
Les molas sont exportés jusqu'au Costa Rica et aux États-Unis, des artisans kunas voyagent également pour vendre leurs œuvres.
Les molas peuvent être achetés à Panama et au centre culturel kuna à Balboa. Les molas sont aussi vendus – quelquefois très agressivement – aux touristes visitant Guna Yala. De nombreux yachts se rendent à l'archipel de San Blas à Guna Yala et sont fréquemment accostés par des Kunas, voyageant en pirogues, qui vendent des molas, aussi bien que des produits locaux et du poisson.

## Exposition
- Les molas, un art d'Amérique, Clermont-Ferrand, musée Bargoin, 1999-2000[8].